# Jay Lake
Pour les articles homonymes, voir Lake.
Œuvres principales
- Jade

Jay Lake, né le 6 juin 1964 à Taïwan, et mort le 1er juin 2014 à Portland dans l'Oregon, cinq jours avant son 50e anniversaire, est un romancier américain de science-fiction et de fantasy. Il a obtenu le prix Astounding du meilleur nouvel écrivain 2004.

## Œuvres

### SérieCity Imperishable
1. (en) Trial of Flowers, 2006
2. (en) Madness of Flowers, 2009

### SérieGreen Universe
1. Jade, Eclipse, 2011 ((en) Green, 2009)
2. (en) Endurance, 2011
3. (en) Kalimpura, 2013
  - (en) Our Lady of the Islands, 2014Écrit avec Shannon Page.

### SérieMainspring
1. (en) Mainspring, 2007
2. (en) Escapement, 2008
3. (en) Pinion, 2010

### Romans indépendants
- (en) Rocket Science, 2005
- (en) Death of a Starship, 2009

### Recueils de nouvelles
- (en) Greetings from Lake Wu, 2003
- (en) Green Grow the Rushes-Oh, 2004
- (en) Dogs in the Moonlight, 2004
- (en) American Sorrows, 2004
- (en) The River Knows Its Own, 2007
- (en) The Sky That Wraps, 2010
- (en) Two Stories, 2011Écrit avec Ken Scholes.
- (en) Almost All the Way Home from the Stars, 2013Écrit avec Ruth Nestvold.
- (en) Last Plane to Heaven: The Final Collection, 2014